# USS Dionne (DE-261)
USS Dionne (DE-261) là một tàu hộ tống khu trục lớp Evarts được Hải quân Hoa Kỳ chế tạo trong Chiến tranh Thế giới thứ hai. Nó là chiếc tàu chiến duy nhất của Hải quân Mỹ được đặt theo tên Thiếu úy Hải quân Arthur Louis Dionne (1915-1942), người phục vụ trên tàu tuần dương hạng nặng Northampton (CA-26) và đã tử trận trong Trận Tassafaronga ngày 30 tháng 11, 1942. Nó đã phục vụ cho đến khi chiến tranh kết thúc, xuất biên chế vào ngày 18 tháng 1, 1946 và xóa đăng bạ vào ngày 7 tháng 2, 1946. Con tàu bị bán để tháo dỡ vào ngày 12 tháng 6, 1947. Dionne được tặng thưởng sáu Ngôi sao Chiến trận do thành tích phục vụ trong Thế Chiến II.

## Thiết kế và chế tạo
Những chiếc thuộc lớp tàu khu trục Evarts có chiều dài chung 289 ft 5 in (88,21 m), mạn tàu rộng 35 ft 1 in (10,69 m) và độ sâu mớn nước khi đầy tải là 8 ft 3 in (2,51 m). Chúng có trọng lượng choán nước tiêu chuẩn 1.140 tấn Anh (1.160 t); và lên đến 1.430 tấn Anh (1.450 t) khi đầy tải. Hệ thống động lực bao gồm bốn động cơ diesel General Motors Kiểu 16-278A nối với bốn máy phát điện để vận hành hai trục chân vịt; công suất 6.000 hp (4.500 kW) cho phép đạt được tốc độ tối đa 21 kn (24 mph; 39 km/h), và có dự trữ hành trình 4.150 nmi (4.780 mi; 7.690 km) khi di chuyển ở vận tốc đường trường 12 kn (14 mph; 22 km/h).
Vũ khí trang bị bao gồm ba pháo 3 in (76 mm)/50 cal trên tháp pháo nòng đơn có thể đối hạm hoặc phòng không, một khẩu đội 1,1 inch/75 caliber bốn nòng và chín pháo phòng không Oerlikon 20 mm. Vũ khí chống ngầm bao gồm một dàn súng cối chống tàu ngầm Hedgehog Mk. 10 (có 24 nòng và mang theo 144 quả đạn); hai đường ray Mk. 9 và tám máy phóng K3 Mk. 6 để thả mìn sâu.
Dionne được đặt lườn tại Xưởng hải quân Boston ở Boston, Massachusetts vào ngày 27 tháng 1, 1943. Nó được hạ thủy vào ngày 10 tháng 3, 1943; được đỡ đầu bởi bà Lea A. Dionne, mẹ Thiếu úy Dionne, và nhập biên chế vào ngày 16 tháng 7, 1943 dưới quyền chỉ huy của Hạm trưởng, Thiếu tá Hải quân R. S. Paret.

## Lịch sử hoạt động
Sau khi hoàn tất việc chạy thử máy và huấn luyện, Dionne khởi hành từ Boston, Massachusetts vào ngày 7 tháng 9, 1943 để hộ tống một đoàn tàu vận tải đi Norfolk, Virginia. Sau đó nó tiếp tục huấn luyện tại khu vực vịnh Chesapeake cho đến ngày 2 tháng 10, khi nó lên đường đi sang khu vực Mặt trận Thái Bình Dương. Đi đến Trân Châu Cảng vào ngày 26 tháng 10, nó đảm nhiệm vai trò cột mốc radar canh phòng ban đêm tại khu vực phụ cận Oahu cho đến ngày 15 tháng 11, khi nó lên đường đi sang khu vực quần đảo Gilbert. Nó đã hộ tống cho các tàu chở dầu phục vụ cho các đội đặc nhiệm tham gia Chiến dịch Galvanic nhằm chiếm đóng quần đảo Gilbert, cho đến khi nó quay trở về Trân Châu Cảng vào ngày 12 tháng 1, 1944 để sửa chữa.
Tiếp tục phục vụ trong chiến dịch chiếm đóng quần đảo Marshall, từ ngày 4 tháng 2 đến ngày 1 tháng 3, Dionne đã hộ tống các đoàn tàu vận tải và canh phòng lối ra vào cảng tại Kwajalein. Sau khi được bảo trì tại Xưởng hải quân Mare Island, California từ ngày 9 tháng 3 đến 8 tháng 4, nó quay trở lại khu vực Kwajalein và Eniwetok để phục vụ hộ tống vận tải, rồi quay về Trân Châu Cảng vào ngày 10 tháng 5 để thực hành đổ bộ. Khởi hành từ Trân Châu Cảng vào ngày 1 tháng 6 để tham gia chiến dịch đổ bộ lên quần đảo Mariana, nó hoạt động tuần tra vào ban ngày và bảo vệ cho các tàu vận chuyển vào ban đêm; nó đã vớt bảy tù binh chiến tranh cùng một em bé Nhật Bản chín tuổi. Vào ngày 21 tháng 6, nó hộ tống cho thiết giáp hạm California (BB-44) hoạt động bắn phá Saipan, rồi đi đến Eniwetok từ ngày 25 tháng 6 đến ngày 16 tháng 7 để tiếp liệu. Nó lại tham gia bắn phá xuống Guam trong các ngày 20 và 21 tháng 7 nhằm chuẩn bị cho cuộc đổ bộ lên đảo này, rồi ba ngày sau đó lại tiếp tục bắn phá Tinian, và tuần tra ngoài khơi đảo này cho đến khi quay trở về Trân Châu Cảng vào ngày 3 tháng 9.
Rời Trân Châu Cảng vào ngày 23 tháng 9, Dionne hướng đến Ulithi cùng lực lượng đồn trú, và ở lại khu vực này từ ngày 8 đến ngày 24 tháng 10 để hoạt động tuần tra và hộ tống vận tải tại chỗ. Sau khi hộ tống tàu bè đi Eniwetok và Saipan, nó quay trở về Trân Châu Cảng vào ngày 23 tháng 11 trong thành phần hộ tống cho tàu ngầm Salmon (SS-182), vốn bị hư hại do trúng mìn sâu Nhật Bản, và với tàu tiếp liệu tàu ngầm Holland (AS-3). Nó tiếp tục phục vụ thực tập chống tàu ngầm và huấn luyện đổ bộ tại khu vực quần đảo Hawaii cho đến ngày 20 tháng 1, 1945, khi nó bắt đầu hộ tống các đoàn tàu vận tải đi lại giữa Trân Châu Cảng và Eniwetok.
Dionne khởi hành từ Eniwetok vào ngày 21 tháng 2 để đi Saipan và tiếp tục hướng đến Iwo Jima, nơi nó cho đổ bộ lực lượng đồn trú vào ngày 7 tháng 3. Nó tiếp tục ở lại khu vực Iwo Jima cho đến ngày 20 tháng 3, rồi lên đường quay trở về Trân Châu Cảng, đến nơi vào ngày 4 tháng 4. Nó lên đường bốn ngày sau đó để quay về vùng bờ Tây, đến San Francisco, California để được đại tu. Khi quay trở lại Trân Châu Cảng vào ngày 15 tháng 6, nó hộ tống các đoàn tàu vận tải đi Eniwetok và Ulithi, rồi rời Ulithi vào ngày 25 tháng 7 để hộ tống các tàu chở dầu phục vụ cho Đệ Tam hạm đội đang hoạt động không kích xuống các đảo chính quốc Nhật Bản. Nó làm nhiệm vụ này cho đến khi chiến tranh kết thúc. 
Từ ngày 4 tháng 9, Dionne hộ tống các tàu chở dầu phục vụ cho Đệ Thất hạm đội đang hoạt động tại biển Hoàng Hải và ngoài khơi Jinsen, Triều Tiên. Nó rời Jinsen vào ngày 5 tháng 10 để quay về vùng bờ Tây ngang qua Trân Châu Cảng, về đến San Francisco vào ngày 25 tháng 11. Dionne được cho xuất biên chế vào ngày 18 tháng 1, 1946; con tàu bị bán để tháo dỡ vào ngày 12 tháng 6, 1947.

## Phần thưởng[1]
|  |                           |  |
|  | Silver star · Bronze star |  |

| Dãi băng Hoạt động Tác chiến (truy tặng) |                                                                         |                                                                         |                                      |
| Huân chương Chiến dịch Hoa Kỳ            | Huân chương Chiến dịch Châu Á-Thái Bình Dương với 6 Ngôi sao Chiến trận | Huân chương Chiến dịch Châu Á-Thái Bình Dương với 6 Ngôi sao Chiến trận | Huân chương Chiến thắng Thế Chiến II |